# 傳奇系列作品列表
传说系列（台灣舊譯「時空幻境系列」）是由南梦宫万代游戏（原南梦宫）发行的奇幻日式电子角色扮演游戏系列。游戏在2011年前由南梦宫传说工作室开发，现在由南梦宫万代开发。自超级任天堂平台首作《幻想传说》于1995年发行以来，系列已经有15部正篇游戏和诸多游戏续作，以及漫画、动画和广播剧等跨媒体作品。
虽然系列作品间角色和故事互相独立，但游戏性、主题和高度奇幻的设定通常都是相近的。系列以日式动漫艺术风格，以及动作制战斗系统“線性動作戰鬥系統”（LMBS）形成特征。多位人物和系列形成了联系，如角色设计师藤岛康介和猪股睦美，制作人馬場英雄和吉積信，以及作曲家樱庭统。系列生父为五反田义治。
大多数正篇在西方本地化，但衍生作品基本只在日本发行。虽然系列在英语区小众，但在日本属于高知名度资产，仅次于最终幻想和勇者斗恶龙等系列。系列从《仙乐传说》开始在西方知名，其至今仍然被视为最受欢迎的作品之一。系列到2013年12月在全球售出1600万。评论主要称赞系列战斗系统，但故事和角色是主要批评点。

## 游戏
製作人吉積信以母艦作品及護航艦作品分為兩大種類，這個分類於2007年7月20日進行的新作發表會中宣佈，而以前主要以「正編」「外傳」分類。
※SFC=超級任天堂，GC=GameCube，PS=PlayStation，PS2=PlayStation 2，GBC=Game Boy Color，GBA=Game Boy Advance，DS=任天堂DS，PSP=PlayStation Portable，PC=電腦，Xbox 360=Xbox 360，3DS=任天堂3DS。

### 母艦作品
系列的中心，所謂的「正編」作品。相當於《勇者鬥惡龍系列》和《系列》的「編號作品」。

#### 初出
| 1995年12月15日 | 幻想傳奇 （Tales of Phantasia）     | (※1)                    | 狼組、南夢宮                | SFC               |
| 1997年12月23日 | 命運傳奇 （Tales of Destiny）     | (※2)                    | 日本通訊網路、南夢宮        | PS                |
| 2000年11月30日 | 永恆傳奇 （Tales of Eternia）     | 永遠和羈絆的RPG         | 日本通訊網路、南夢宮        | PS                |
| 2002年11月28日 | 命運傳奇2 （Tales of Destiny 2）    | 解放命運的RPG           | 日本通訊網路、南夢宮        | PS2               |
| 2003年8月29日 | 交響曲傳奇 （Tales of Symphonia）   | 與你互相迴響的RPG       | 南夢宮傳奇工作室（S Team）  | GC、PC            |
| 2004年12月16日 | 重生傳奇 （Tales of Rebirth）     | 改變你生命的RPG         | 南夢宮傳奇工作室（D2 Team） | PS2               |
| 2005年8月25日 | 遺跡傳奇 （Tales of Legendia）     | 用牽絆編織出傳說的RPG   | Team MelFes                 | PS2               |
| 2005年12月15日 | 深淵傳奇 （Tales of the Abyss）(※7) | 知道出生意義的RPG       | 南夢宮傳奇工作室（S Team）  | PS2               |
| 2007年12月6日 | 純真傳奇 （Tales of Innocence）     | 連繫思想的RPG           | Alfa System                 | DS                |
| 2008年8月7日 | 宵星傳奇 （）     | 貫徹「正義」的RPG       | 南夢宮傳奇工作室（S Team）  | Xbox360           |
| 2008年12月18日 | 心靈傳奇 （Tales of Hearts）     | 邂逅真心的RPG           | 南夢宮傳奇工作室            | DS                |
| 2009年12月10日 | 美德傳奇 （Tales of Graces）     | 見識守護之力有多強的RPG | 南夢宮傳奇工作室            | Wii               |
| 2011年9月8日 | 無盡傳奇（Tales of Xillia）(※8)  | 無法動搖信念的RPG       | 南夢宮傳奇工作室            | PS3               |
| 2012年11月1日 | 無盡傳奇2（Tales of Xillia 2）(※9) | 選擇編織未來的RPG       | 南夢宮萬代遊戲              | PS3               |
| 2015年1月22日 | 熱情傳奇（Tales of Zestiria）(※10) | 照耀熱情世界的RPG       | 南夢宮萬代遊戲              | PS3、PS4、PC      |
| 2016年8月18日 | 緋夜傳奇（Tales of Berseria）      | 堅持自我原則而活的RPG   | 萬代南夢宮娛樂              | PS3、PS4、PC      |
| 2021年9月9日 | 破曉傳奇（Tales of Arise）      | 宣告心之黎明的RPG       | 萬代南夢宮娛樂              | PS4、Xbox One、PC |
| 備註: 1 SFC版、PS版沒有特有種類名稱，而GBA版為「傳說的RPG」，PSP版是「添上聲音、傳說的RPG」。 2 PS版為「命運的RPG」，PS2版為「名叫命運的RPG」。PS2的導演版為「另一個名叫命運的RPG」。 7 為「時空幻境」10週年作品。 8 為「時空幻境」15週年作品。 9 為「無盡傳奇」的續作。 10 為「時空幻境」20週年作品。 |                   |                         |                             |                   |

#### 移植或重製
| 發售日期       | 作品名稱          | 平臺 | 開發商                | 備註                                                             |
| -------------- | ----------------- | ---- | --------------------- | ---------------------------------------------------------------- |
| 1998年12月23日 | 幻想傳奇          | PS   | TELENET JAPAN、南夢宮 | 重製、種類為「傳說的RPG」                                        |
| 2003年8月1日   | 幻想傳奇          | GBA  | 南夢宮傳奇工作室      | 移植SFC版及PS版的一部分要素，亦加入新要素                        |
| 2004年9月22日  | 交響曲傳奇        | PS2  | 南夢宮傳奇工作室      | 加入新要素、修正錯誤                                             |
| 2005年3月3日   | 永恆傳奇          | PSP  | 南夢宮傳奇工作室      | 修正戰鬥效果、加入動畫                                           |
| 2006年9月7日   | 幻想傳奇 全語音版 | PSP  | 南夢宮傳奇工作室      | 以PS版為基礎，戰鬥時人物由2頭身改為3頭身 主要劇情語音化 修正錯誤 |
| 2006年11月30日 | 命運傳奇          | PS2  | 南夢宮傳奇工作室      | 重製                                                             |
| 2007年2月15日  | 命運傳奇2         | PSP  | Alfa System           | 加入新要素、修正錯誤                                             |
| 2008年1月31日  | 命運傳奇DC        | PS2  | 南夢宮傳奇工作室      | 重製、加入新要素                                                 |
| 2008年3月19日  | 重生傳奇          | PSP  | 南夢宮傳奇工作室      | 加入新要素                                                       |
| 2009年9月17日  | 宵星傳奇          | PS3  | 南夢宮傳奇工作室      | 加入新要素、加入全新角色                                         |
| 2010年8月5日   | 幻想傳奇X版       | PSP  | 南夢宮萬代遊戲        | 收入在幻想傳奇 變裝迷宮X 重製、加入新要素                        |
| 2010年12月2日  | 美德傳奇F         | PS3  | 南夢宮萬代遊戲        | 增加劇本、角色，加入新要素                                       |
| 2011年6月30日  | 深淵傳奇          | 3DS  | 南夢宮傳奇工作室      | 以北美版為基礎，加入新要素並以3DS機能進行改良                    |
| 2012年1月26日  | 純真傳奇R         | PSV  | 7th Chord             | 增加角色，修改剧本，加入新要素                                   |
| 2013年3月7日   | 心靈傳奇R         | PSV  | 7th Chord             | 種類為「新的邂逅真心的RPG」，增加角色，修改剧本，加入新要素      |
| 2013年10月10日 | 交響曲傳奇U       | PS3  | tri-Crescendo         | 收錄本篇與外傳內容，加入新要素並高解析度化                       |

### 護航艦作品
由母艦作品衍生出來的，所謂的「外傳」作品。今後會成為母艦作品的實驗性質作品。
Escort有護航艦之意（與母艦＝Mothership相對）。

#### 原創、續篇
這裡指的原創作品主要是和母艦作品差異較大的作品。續篇作品則是由母艦作品世界觀、新角色額外延伸的故事作品。
| 2006年10月26日 | 暴風傳奇 （Tales of the Tempest）                    | 喚醒靈魂的RPG         | Dimps            | DS  |
| 2008年6月26日 | 交響曲傳奇 拉塔特斯克的騎士 （Tales of Symphonia -Dawn of the New World-） | 相信互相迴響之心的RPG | 南夢宮傳奇工作室 | Wii |
| 備註: 3 官方的分類原為母艦作品之一。但因作品素質相比其他母艦作品差異過大，加上發售後玩家一致的差勁評價，被玩家們歸類為「黑歷史」之一。之後因受到本作的聲浪，導致後來官方也不願承認本作是母艦作品，於是在官方網站偷偷把分類修改為外傳作品。 4 由交響曲傳奇世界觀延伸出去的故事作品，正式的分類不明（2008年6月）。 |                                  |                       |                  |     |

#### 世界傳奇
外傳作品的中心系列。特徵是系列作品（主要是母艦作品）的人物一同登場。
| 2000年11月10日                                                                     | 幻想傳奇 變裝迷宮 （Tales of Phantasia: Narikiri Dungeon）[5]  | 迷宮RPG       | 南夢宮         | GBC |
| 2002年10月25日                                                                     | 世界傳奇 變裝迷宮2 （Tales of the World: Narikiri Dungeon 2）    | Cosplay RPG   | Alfa System    | GBA |
| 2005年1月6日                                                                       | 世界傳奇 變裝迷宮3 （Tales of the World: Narikiri Dungeon 3）    | Cosplay S-RPG | Alfa System    | GBA |
| 2010年8月5日                                                                       | 幻想傳奇 變裝迷宮X （Tales of Phantasia: Narikiri Dungeon X）[6] |               | 南夢宮萬代遊戲 | PSP |
| 2003年3月7日                                                                       | 世界傳奇 召喚士的系譜 （Tales of the World: Summoner's Lineage） | 奇幻模擬RPG   | 南夢宮         | GBA |
| 2006年12月21日                                                                     | 世界傳奇 光明神話 （Tales of the World: Radiant Mythology）     | 為了你的RPG   | Alfa System    | PSP |
| 2009年1月29日                                                                      | 世界傳奇 光明神話2 （Tales of the World: Radiant Mythology 2）    | 為了你的RPG   | Alfa System    | PSP |
| 2011年2月10日                                                                      | 世界傳奇 光明神話3 （Tales of the World: Radiant Mythology 3）    | 為了你的RPG   | Alfa System    | PSP |
| 備注: 5 正確上不屬於世界傳奇，而是幻想傳奇的續編外傳。 6 幻想傳奇 變裝迷宮的續作。 |                            |               |                |     |

#### 經典傳奇
| 發售日期      | 作品名稱            | 開發商         | 平臺 |
| ------------- | ------------------- | -------------- | ---- |
| 2002年1月31日 | 經典傳奇 Vol.1 （Tales of Fandom Vol.1） | 南夢宮         | PS   |
| 2007年6月28日 | 經典傳奇 Vol.2 （Tales of Fandom Vol.2） | 南夢宮萬代遊戲 | PS2  |

### 流動傳奇
| 發售日期       | 作品名稱          | 特有種類名稱                        | 平臺               | 備註 |
| -------------- | ----------------- | ----------------------------------- | ------------------ | --- |
| 2004年2月16日  | 策略傳奇 （Tales of Tactics）     |                                     | DoCoMo FOMA au WIN | |
| 2005年1月31日  | 破碎傳奇 （Tales of Breaker）     |                                     | DoCoMo FOMA au WIN | 首作第一主角為女主角的作品 |
| 2005年10月14日 | 平凡傳奇 （Tales of Commons）     | 改變的世界 堅信的情感 一同起步的RPG | DoCoMo FOMA        | |
| 2005年11月16日 | 策略傳奇外傳 （Tales of Tactics） |                                     | DoCoMo FOMA        | |
| 2006年6月21日  | 真實傳奇 （Tales of Wahrheit）     | 發現活著意義的RPG                   | DoCoMo FOMA        | |
| 2014年3月3日   | 聯繫傳奇 （）     | 聯繫的RPG                           | iOS、Android       | 於2018年3月28日結束營運，但主線劇情有收錄於鏡光的回顧劇情。 |
| 2014年4月3日   | 群星傳奇（）      | 聯繫交錯意念的RPG                   | iOS、Android       | 無原創主角以及配角，2023年3月16日官方公告宣布於2023年5月18日結束9年營運。 |
| 2017年2月28日  | 鏡光傳奇（）      | 追求更真實的RPG                     | iOS、Android       | 本作主線共四大章節 分為初章、「ミラージュ プリズン」篇、「フェアリーズ レクイエム」篇、「ラストクレイドル」篇 2024年5月21日官方公告宣布於2024年7月23日結束7年營運。                                      |
| 2020年7月16日  | 罪紋傳奇 （）     | 與所愛的咎我人見面的RPG             | iOS、Android       | 2022年2月7日結束營運，並推出衍生漫畫。 |
| 2021年11月4日  | 聖燈傳奇 （Tales of Luminaria）     | 21交錯而生的RPG                     | iOS、Android       | 採原創世界觀，無傳奇系列各代角色，由佐伯俊擔當人設 能可操作的男與女主角共21位 於2022年1月21日推出特別篇動畫，由神風動畫&ANIMA負責製作，共前後篇兩話。 2022年5月10日官方公告宣布於2022年7月20日結束營運。 |

### 其他
| 發售日期      | 作品名稱               | 特有種類名稱 | 平臺 |
| ------------- | ---------------------- | ------------ | ---- |
| 2009年8月6日  | 決鬥傳奇 （Tales of VS）          | 行動         | PSP  |
| 2012年2月23日 | 英雄傳奇 閃耀雙星 （Tales of the Heroes: Twin Brave） | 動作         | PSP  |

### 網路遊戲
| 2006年3月3日                      | 永恆傳奇 Online[5] |  | PC |
| 備註: 5 於2007年3月31日結束服務。 |                    |  |    |

## 電台
- Tales Link
- Tales of Radio